# Puchar Sześciu Narodów 2020
Puchar Sześciu Narodów 2020 (2020 Six Nations Championship, a także od nazwy sponsora turnieju, Guinness – 2020 Guinness 6 Nations) – dwudziesta pierwsza edycja Pucharu Sześciu Narodów, corocznego turnieju w rugby union rozgrywanego pomiędzy sześcioma najlepszymi europejskimi zespołami narodowymi. Turniej zaplanowany do rozegrania pomiędzy 1 lutego a 14 marca 2020 roku ostatecznie zakończył się 31 października 2020 roku.
Wliczając turnieje w poprzedniej formie, od czasów Home Nations Championship i Pucharu Pięciu Narodów, była to 126. edycja tych zawodów. W turnieju wzięły udział reprezentacje narodowe Anglii, Francji, Irlandii, Szkocji, Walii i Włoch.
Rozkład gier opublikowano w połowie marca 2019 roku, zaś sędziowie spotkań zostali wyznaczeni na początku grudnia tegoż roku. Z powodu pandemii COVID-19 przełożono spotkanie Irlandia-Włochy z czwartej rundy oraz całą piątą kolejkę gier na późniejszy termin. W drugiej połowie lipca World Rugby zaproponowała nowe okienko rozgrywania meczów międzynarodowych, zatem na początku sierpnia ogłoszono harmonogram dokończenia rozgrywek z meczami zaplanowanymi na koniec października. Sędziowie przełożonych spotkań pochodzili jedynie z Europy i zostali ogłoszeni pod koniec września – wśród nich był Nigel Owens, który miał poprowadzić setny testmecz w karierze oraz Joy Neville będąca pierwszą kobietą w roli sędziego telewizyjnego podczas najpoważniejszych męskich zawodów.
Zwycięzca meczu zyskiwał cztery punkty, za remis przysługiwały dwa punkty, porażka nie była punktowana, a zdobycie przynajmniej czterech przyłożeń lub przegrana nie więcej niż siedmioma punktami premiowana była natomiast punktem bonusowym. Dodatkowo zdobywca Wielkiego Szlema otrzymałby trzy dodatkowe punkty, by uniknąć sytuacji, że nie wygrałby całych zawodów pomimo pokonania wszystkich rywali.
Po planowym zwycięstwie w dokończonej czwartej kolejce Irlandczycy największe szanse na końcową wygraną mając jeden punkt przewagi nad Anglią i Francją. Wysokie bonusowe zwycięstwo nad Włochami dało Anglikom triumf w całym turnieju, bowiem Francja wygrała z Irlandią niewystarczającą różnicą punktów. Najwięcej punktów w turnieju zdobył Romain Ntamack, zaś w klasyfikacji przyłożeń z czterema zwyciężył Charles Ollivon. Z grona sześciu zawodników wytypowanych przez organizatorów za najlepszego został uznany francuski łącznik młyna, Antoine Dupont.
Podczas zawodów pięćdziesiąte występy w narodowej reprezentacji zaliczyli Jonathan Joseph, Fraser Brown i Jamie George, w setnym testmeczu wystąpili zaś Ben Youngs i Cian Healy.
Sponsorem turnieju drugi rok była marka Guinness.

## Uczestnicy
W turnieju uczestniczyły:
| Zespół   | Stadion            | Miasto   | Trener          | Kapitan         |
| -------- | ------------------ | -------- | --------------- | --------------- |
| Anglia   | Twickenham         | Londyn   | Eddie Jones     | Owen Farrell    |
| Francja  | Stade de France    | Paryż    | Fabien Galthié  | Charles Ollivon |
| Irlandia | Aviva Stadium      | Dublin   | Andy Farrell    | Jonathan Sexton |
| Szkocja  | Murrayfield        | Edynburg | Gregor Townsend | Stuart Hogg     |
| Walia    | Millennium Stadium | Cardiff  | Wayne Pivac     | Alun Wyn Jones  |
| Walia    | Parc y Scarlets    | Llanelli | Wayne Pivac     | Alun Wyn Jones  |
| Włochy   | Stadio Olimpico    | Rzym     | Franco Smith    | Luca Bigi       |

## Mecze

### Tydzień 1
| 1 lutego 202015:15 | Walia | 42:0(21:0) | Włochy | Millennium Stadium, Cardiff Sędzia: Luke Pearce |
| 1 lutego 202015:15 | Dan Biggar 13 (2pd 3K) George North 5 (P) Josh Adams 15 (3P) Leigh Halfpenny 4 (2pd) Nick Tompkins 5 (P) | 42:0(21:0) |        | Millennium Stadium, Cardiff Sędzia: Luke Pearce |

| 1 lutego 202017:45 | Irlandia                     | 19:12(10:6) | Szkocja               | Aviva Stadium, Dublin Sędzia: Mathieu Raynal |
| 1 lutego 202017:45 | Jonathan Sexton 19 (P pd 4K) | 19:12(10:6) | Adam Hastings 12 (4K) | Aviva Stadium, Dublin Sędzia: Mathieu Raynal |

| 2 lutego 202016:00 | Francja                                                               | 24:17(17:0) | Anglia                                   | Stade de France, Saint-Denis Sędzia: Nigel Owens |
| 2 lutego 202016:00 | Charles Ollivon 10 (2P) Romain Ntamack 9 (3pd K) Vincent Rattez 5 (P) | 24:17(17:0) | Jonny May 10 (2P) Owen Farrell 7 (2pd K) | Stade de France, Saint-Denis Sędzia: Nigel Owens |

### Tydzień 2
| 8 lutego 202015:15 | Irlandia | 24:14(12:7) | Walia                                                                              | Aviva Stadium, Dublin Sędzia: Romain Poite |
| 8 lutego 202015:15 | Andrew Conway 5 (P) Jonathan Sexton 4 (2pd) Jordan Larmour 5 (P) Josh van der Flier 5 (P) Tadhg Furlong 5 (P) | 24:14(12:7) | Dan Biggar 2 (pd) Justin Tipuric 5 (P) Leigh Halfpenny 2 (pd) Tomos Williams 5 (P) | Aviva Stadium, Dublin Sędzia: Romain Poite |
| 8 lutego 202015:15 | CJ Stander | 24:14(12:7) |                                                                                    | Aviva Stadium, Dublin Sędzia: Romain Poite |

| 8 lutego 202017:45 | Szkocja              | 6:13(0:3) | Anglia                                   | Murrayfield Stadium, Edynburg Sędzia: Pascal Gaüzère |
| 8 lutego 202017:45 | Adam Hastings 6 (2K) | 6:13(0:3) | Ellis Genge 5 (P) Owen Farrell 8 (pd 2K) | Murrayfield Stadium, Edynburg Sędzia: Pascal Gaüzère |

| 9 lutego 202016:00 | Francja | 35:22(23:10) | Włochy                                                                                | Stade de France, Saint-Denis Sędzia: Andrew Brace |
| 9 lutego 202016:00 | Baptiste Serin 5 (P) Charles Ollivon 5 (P) Grégory Alldritt 5 (P) Matthieu Jalibert 2 (pd) Romain Ntamack 13 (P pd 2K) Teddy Thomas 5 (P) | 35:22(23:10) | Federico Zani 5 (P) Matteo Minozzi 5 (P) Mattia Bellini 5 (P) Tommaso Allan 7 (2pd K) | Stade de France, Saint-Denis Sędzia: Andrew Brace |

### Tydzień 3
| 22 lutego 202015:15 | Włochy                                                                      | 0:17(0:5) | Szkocja | Stadio Olimpico, Rzym Sędzia: Ben O’Keeffe |
| 22 lutego 202015:15 | Adam Hastings 7 (P pd) Ali Price 5 (P) Chris Harris 5 (P) Stuart Hogg 5 (P) | 0:17(0:5) |         | Stadio Olimpico, Rzym Sędzia: Ben O’Keeffe |
| 22 lutego 202015:15 | Federico Zani                                                               | 0:17(0:5) |         | Stadio Olimpico, Rzym Sędzia: Ben O’Keeffe |

| 22 lutego 202017:45 | Walia                                       | 23:27(9:17) | Francja                                                                 | Millennium Stadium, Cardiff Sędzia: Matt Carley |
| 22 lutego 202017:45 | Dan Biggar 18 (P 2pd 3K) Dillon Lewis 5 (P) | 23:27(9:17) | Anthony Bouthier 5 (P) Paul Willemse 5 (P) Romain Ntamack 17 (P 3pd 2K) | Millennium Stadium, Cardiff Sędzia: Matt Carley |
| 22 lutego 202017:45 | Grégory Alldritt · Mohamed Haouas           | 23:27(9:17) |                                                                         | Millennium Stadium, Cardiff Sędzia: Matt Carley |

| 23 lutego 202016:00 | Anglia                                                                             | 24:12(17:0) | Irlandia                                                    | Twickenham Stadium, Londyn Sędzia: Jaco Peyper |
| 23 lutego 202016:00 | Elliot Daly 5 (P) George Ford 5 (P) Luke Cowan-Dickie 5 (P) Owen Farrell 9 (3pd K) | 24:12(17:0) | Andrew Porter 5 (P) John Cooney 2 (pd) Robbie Henshaw 5 (P) | Twickenham Stadium, Londyn Sędzia: Jaco Peyper |

### Tydzień 4
| 7 marca 202017:45 | Anglia                                                                                               | 33:30(20:9) | Walia                                                                 | Twickenham Stadium, Londyn Sędzia: Ben O’Keeffe |
| 7 marca 202017:45 | Anthony Watson 5 (P) Elliot Daly 5 (P) George Ford 3 (K) Manu Tuilagi 5 (P) Owen Farrell 15 (3pd 3K) | 33:30(20:9) | Dan Biggar 14 (P 3pd K) Justin Tipuric 10 (2P) Leigh Halfpenny 6 (2K) | Twickenham Stadium, Londyn Sędzia: Ben O’Keeffe |
| 7 marca 202017:45 | Ellis Genge · Manu Tuilagi                                                                           | 33:30(20:9) |                                                                       | Twickenham Stadium, Londyn Sędzia: Ben O’Keeffe |

| 8 marca 202016:00 | Szkocja                                                               | 28:17(14:7) | Francja                                                               | Murrayfield Stadium, Edynburg Sędzia: Paul Williams |
| 8 marca 202016:00 | Adam Hastings 13 (2pd 3K) Sean Maitland 10 (2P) Stuart McInally 5 (P) | 28:17(14:7) | Charles Ollivon 5 (P) Damian Penaud 5 (P) Matthieu Jalibert 7 (2pd K) | Murrayfield Stadium, Edynburg Sędzia: Paul Williams |
| 8 marca 202016:00 | Francois Cros · Mohamed Haouas                                        | 28:17(14:7) |                                                                       | Murrayfield Stadium, Edynburg Sędzia: Paul Williams |

| 24 października 202016:30 | Irlandia | 50:17(24:4) | Włochy                                            | Aviva Stadium, Dublin Sędzia: Matt Carley |
| 24 października 202016:30 | Bundee Aki 5 (P) CJ Stander 5 (P) Dave Heffernan 5 (P) Hugo Keenan 10 (2P) Jonathan Sexton 18 (P 5pd K) Ross Byrne 2 (pd) Will Connors 5 (P) | 50:17(24:4) | Edoardo Padovani 5 (P) Paolo Garbisi 12 (P 2pd K) | Aviva Stadium, Dublin Sędzia: Matt Carley |
| 24 października 202016:30 | Conor Murray | 50:17(24:4) |                                                   | Aviva Stadium, Dublin Sędzia: Matt Carley |

### Tydzień 5
| 31 października 202015:15 | Walia                                                    | 10:14(7:6) | Szkocja                                                                        | Parc y Scarlets, Llanelli Sędzia: Andrew Brace |
| 31 października 202015:15 | Dan Biggar 2 (pd) Leigh Halfpenny 3 (K) Rhys Carré 5 (P) | 10:14(7:6) | Adam Hastings 3 (K) Finn Russell 3 (K) Stuart Hogg 3 (K) Stuart McInally 5 (P) | Parc y Scarlets, Llanelli Sędzia: Andrew Brace |

| 31 października 202017:45 | Włochy              | 5:34(5:10) | Anglia                                                                                         | Stadio Olimpico, Rzym Sędzia: Pascal Gaüzère |
| 31 października 202017:45 | Jake Polledri 5 (P) | 5:34(5:10) | Ben Youngs 10 (2P) Henry Slade 5 (P) Jamie George 5 (P) Owen Farrell 9 (3pd K) Tom Curry 5 (P) | Stadio Olimpico, Rzym Sędzia: Pascal Gaüzère |
| 31 października 202017:45 | Jake Polledri       | 5:34(5:10) | Jonny Hill                                                                                     | Stadio Olimpico, Rzym Sędzia: Pascal Gaüzère |

| 31 października 202021:00 | Francja                                                                 | 35:27(17:13) | Irlandia                                                                                                  | Stade de France, Saint-Denis Sędzia: Wayne Barnes |
| 31 października 202021:00 | Antoine Dupont 5 (P) Romain Ntamack 18 (P 2pd 3K) Virimi Vakatawa 5 (P) | 35:27(17:13) | Cian Healy 5 (P) Jacob Stockdale 5 (P) Jonathan Sexton 10 (2pd 2K) Robbie Henshaw 5 (P) Ross Byrne 2 (pd) | Stade de France, Saint-Denis Sędzia: Wayne Barnes |
| 31 października 202021:00 | Anthony Bouthier                                                        | 35:27(17:13) | Caelan Doris                                                                                              | Stade de France, Saint-Denis Sędzia: Wayne Barnes |